# Melanis opites
Melanis opites is een vlindersoort uit de familie van de prachtvlinders (Riodinidae), onderfamilie Riodininae.
Melanis opites werd in 1875 beschreven door Hewitson.